# Pressbaum
Pressbaum è un comune austriaco di 7 295 abitanti nel distretto di Sankt Pölten-Land, in Bassa Austria; ha lo status di città (Stadtgemeinde). Nel 1922 dal territorio di Pressbaum fu scorporato il comune catastale di Eichgraben, eretto a comune autonomo.